# Cantone di Josselin
Il Cantone di Josselin era una divisione amministrativa dell'arrondissement di Pontivy.
È stato soppresso a seguito della riforma complessiva dei cantoni del 2014, che è entrata in vigore con le elezioni dipartimentali del 2015.
Comprendeva i comuni di:
- La Croix-Helléan
- Cruguel
- Les Forges
- La Grée-Saint-Laurent
- Guégon
- Guillac
- Helléan
- Josselin
- Lanouée
- Quily
- Saint-Servant